# Kanton Molliens-Dreuil
Kanton Molliens-Dreuil is een voormalig kanton van het Franse departement Somme. Het kanton maakte deel uit van het arrondissement Amiens. Het werd opgeheven bij decreet van 26 februari 2014 met uitwerking in 2015.

## Gemeenten
Het kanton Molliens-Dreuil omvatte de volgende gemeenten:
- Airaines
- Avelesges
- Bettencourt-Rivière
- Bougainville
- Bovelles
- Briquemesnil-Floxicourt
- Camps-en-Amiénois
- Clairy-Saulchoix
- Creuse
- Fluy
- Fresnoy-au-Val
- Guignemicourt
- Laleu
- Métigny
- Molliens-Dreuil (hoofdplaats)
- Montagne-Fayel
- Oissy
- Pissy
- Quesnoy-sur-Airaines
- Quevauvillers
- Revelles
- Riencourt
- Saint-Aubin-Montenoy
- Saisseval
- Seux
- Tailly
- Warlus